# إد كورين
إد كورين (بالإنجليزية: Ed Koren) هو فنان أمريكي، ولد في 13 ديسمبر 1935 في مانهاتن في الولايات المتحدة.

## وصلات خارجية
- إد كورين على موقع IMDb (الإنجليزية)